# タイン・アンド・ウィア
タイン・アンド・ウィア（Tyne and Wear イギリス英語発音：[ˈtain ən ˈwiər]）は、イングランド北東部の都市州で、タイン川とウィア川の河口部を占める。南はダラム州、北はノーサンバーランド州に接している。
この州は1972年の地方自治法（en）に基づく1974年の行政区画改編により成立した。それ以前はノーサンバーランド州に属していた。
サウス・タインサイド区、ノース・タインサイド区、ニューカッスル・アポン・タイン市、ゲーツヘッド区、サンダーランド市の5行政区で構成されている。
1986年に州議会は廃止されその権力のほとんどが区へ移譲された。だが州自体は名目上の州として残っている。